# Галеро

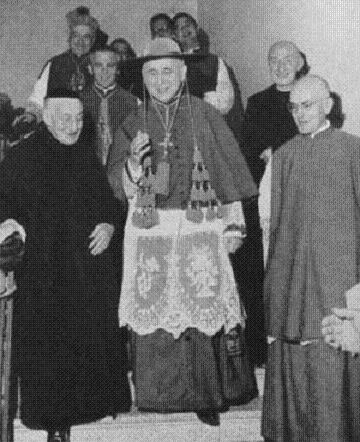
Джованни Коломбо в архиепископском зелёном галеро, имеющем по десять кисточек с каждой стороны.

Галеро (лат. galerus — шапка) — вид головного убора духовенства Католической церкви, представляющий собой плоскую шляпу, имеющую широкие поля, с которых по сторонам свисают кисточки. Цвет галеро и число кисточек различаются в зависимости от сана. Галеро также является геральдическим отличием сана кардинала. Также называются Галерами (множественное число) иные подобные знаки на гербах церковных сановников.

## История
После долгих споров с германским императором папа римский Иннокентий IV бежал в Лион. На Рождество 1245 года во время Первого Лионского собора он назначил 13 новых кардиналов, впервые вручив им новые красные шапки.
Галеро происходит от простой шляпы паломников с широкими полями. В церковной геральдике оно используется с разным числом кисточек и в разных цветах. 
Первое время папа римский давал галеро кардиналам при их праздничном назначении. После смерти галеро висит на могиле кардинала, пока тело не превратится в прах. Это служит напоминанием о бренности земного жития. Как головной убор не используется с 1969 года.

## Геральдика
Галеро на гербах кардиналов — красное с 30 кисточками. На гербе патриархов зелёное, тоже с 30-ю кисточками и на гербах архиепископов — зелёное, однако с 20 кисточками. Такое же зелёное галеро на гербах епископов и аббатов, однако имеет лишь 12 кисточек. Наряду с зелёным цветом используют также фиолетовый и чёрный цвета для выделения разных рангов в церковной иерархии.

Герб кардинала, не митрополита (с архиепископским крестом).
Герб кардинала-митрополита (с архиепископским крестом).
Герб римско-католического патриарха (без ранга кардинала).
Герб примаса (без ранга кардинала).
Герб римско-католического митрополита (на гербе присутствует паллий).
Герб архиепископа (на гербе отсутствует паллий).
Герб епископа.
Герб генерального аббата (генерального настоятеля).
Герб территориального аббата.
Герб аббата.
Герб главного настоятеля или генерального викария.
Герб папского прелата.
Герб Почётного прелата Его Святейшества.
Герб Капеллана Его Святейшества.
Герб Апостольского протонотария.
Герб капеллана.
Герб военного капеллана.
Герб каноника (священника).
Герб декана.
Герб римско-католического священника.
Герб римско-католического диакона.